# Arrondissement d'Ambert
Pour les articles homonymes, voir Ambert (homonymie).
L'arrondissement d'Ambert est une division administrative française, située dans le département du Puy-de-Dôme et la région Auvergne-Rhône-Alpes.
Les 58 communes de l'arrondissement sont adhérentes du Parc naturel régional Livradois-Forez. Les limites de l'arrondissement sont les mêmes que celles de la communauté de communes Ambert Livradois Forez.

## Composition

L'arrondissement dans la région Auvergne-Rhône-Alpes.

### Composition de 1942 à 2017
Supprimé entre 1926 et 1942, l'arrondissement a retrouvé en 1942, la composition qui avait été la sienne de 1800 (an VIII) à 1926.
- canton d'Ambert, qui groupe 9 communes :
  - Ambert, Champétières, La Forie, Job, Marsac-en-Livradois, Saint-Ferréol-des-Côtes, Saint-Martin-des-Olmes, Thiolières et Valcivières ;
- canton d'Arlanc, qui groupe 9 communes :
  - Arlanc, Beurières, Chaumont-le-Bourg, Doranges, Dore-l'Église, Mayres, Novacelles, Saint-Alyre-d'Arlanc et Saint-Sauveur-la-Sagne ;
- canton de Cunlhat, qui groupe 4 communes :
  - Auzelles, Brousse, La Chapelle-Agnon et Cunlhat ;
- canton d'Olliergues, qui groupe 6 communes :
  - Le Brugeron, Marat, Olliergues, Saint-Gervais-sous-Meymont, Saint-Pierre-la-Bourlhonne et Vertolaye ;
- canton de Saint-Amant-Roche-Savine, qui groupe 5 communes :
  - Bertignat, Grandval, Le Monestier, Saint-Amant-Roche-Savine et Saint-Éloy-la-Glacière ;
- canton de Saint-Anthème, qui groupe 5 communes :
  - La Chaulme, Grandrif, Saint-Anthème, Saint-Clément-de-Valorgue et Saint-Romain ;
- canton de Saint-Germain-l'Herm, qui groupe 10 communes :
  - Aix-la-Fayette, Chambon-sur-Dolore, Condat-lès-Montboissier, Échandelys, Fayet-Ronaye, Fournols, Saint-Bonnet-le-Bourg, Saint-Bonnet-le-Chastel, Sainte-Catherine et Saint-Germain-l'Herm ;
- canton de Viverols, qui groupe 7 communes :
  - Baffie, Églisolles, Medeyrolles, Saillant, Saint-Just, Sauvessanges et Viverols.

Les communes de l'arrondissement (au nombre de 55) ne sont pas affectées par le redécoupage cantonal de 2014 ou la création de communes nouvelles. Par contre, le redécoupage des intercommunalités amène à vouloir faire coïncider les limites des arrondissements avec celles-ci.

### Redécoupage des arrondissements de 2017
Les limites territoriales des cinq arrondissements du Puy-de-Dôme ont été modifiées par un arrêté du préfet de région du 21 décembre 2016 afin que chaque établissement public de coopération intercommunale à fiscalité propre soit rattaché à un seul arrondissement au 1er janvier 2017.
Ainsi, les communes de Ceilloux, Domaize et Tours-sur-Meymont ont été rattachées à l'arrondissement d'Ambert.
Au 1er janvier 2024, l'arrondissement groupe les 58 communes suivantes :
1. Aix-la-Fayette
2. Ambert
3. Arlanc
4. Auzelles
5. Baffie
6. Bertignat
7. Beurières
8. Brousse
9. Le Brugeron
10. Ceilloux
11. Chambon-sur-Dolore
12. Champétières
13. La Chapelle-Agnon
14. La Chaulme
15. Chaumont-le-Bourg
16. Condat-lès-Montboissier
17. Cunlhat
18. Domaize
19. Doranges
20. Dore-l'Église
21. Échandelys
22. Églisolles
23. Fayet-Ronaye
24. La Forie
25. Fournols
26. Grandrif
27. Grandval
28. Job
29. Marat
30. Marsac-en-Livradois
31. Mayres
32. Medeyrolles
33. Le Monestier
34. Novacelles
35. Olliergues
36. Saillant
37. Saint-Alyre-d'Arlanc
38. Saint-Amant-Roche-Savine
39. Saint-Anthème
40. Saint-Bonnet-le-Bourg
41. Saint-Bonnet-le-Chastel
42. Sainte-Catherine
43. Saint-Clément-de-Valorgue
44. Saint-Éloy-la-Glacière
45. Saint-Ferréol-des-Côtes
46. Saint-Germain-l'Herm
47. Saint-Gervais-sous-Meymont
48. Saint-Just
49. Saint-Martin-des-Olmes
50. Saint-Pierre-la-Bourlhonne
51. Saint-Romain
52. Saint-Sauveur-la-Sagne
53. Sauvessanges
54. Thiolières
55. Tours-sur-Meymont
56. Valcivières
57. Vertolaye
58. Viverols

## Sous-préfets
| Période          | Période      | Identité            | Fonction précédente | Observation |
| ---------------- | ------------ | ------------------- | ------------------- | ----------- |
| 1992             | 1993         | Michel Aubouin      |                     |             |
| 1993             | 1995         | Gérard Branly       |                     |             |
| 18 décembre 1995 | juillet 1998 | Jean-Pierre Balloux | Magistrat financier |             |
|                  |              |                     |                     |             |
| 2016             | En cours     | Patricia Valma      |                     |             |

## Démographie
En 2022, l'arrondissement comptait 27 596 habitants.
| 1968   | 1975   | 1982   | 1990   | 1999   | 2006   | 2011   | 2016   | 2021   |
| ------ | ------ | ------ | ------ | ------ | ------ | ------ | ------ | ------ |
| 35 679 | 32 967 | 30 909 | 29 021 | 28 014 | 27 458 | 26 973 | 27 606 | 27 571 |

| 2022   | - | - | - | - | - | - | - | - |
| ------ | - | - | - | - | - | - | - | - |
| 27 596 | - | - | - | - | - | - | - | - |

En 2017, la superficie de l'arrondissement est passée de 1 188 km2 à 1 229,8 km2.